# NGC 7550
NGC 7550 је елиптична галаксија у сазвежђу Пегаз која се налази на NGC листи објеката дубоког неба.
Деклинација објекта је + 18° 57' 39" а ректасцензија 23h 15m 16,0s. Привидна величина (магнитуда) објекта NGC 7550 износи 12,2 а фотографска магнитуда 13,2. NGC 7550 је још познат и под ознакама UGC 12456, MCG 3-59-15, CGCG 454-12, ARP 99, HCG 93A, PGC 70830.